# كفر الشيخ (مركز)
مركز كفر الشيخ في محافظة كفر الشيخ. يقع في شمال وسط دلتا نهر النيل وتقع إدارته في مدينة كفر الشيخ، يشتهر بزراعة الارز ومزارع الأسماك. كما أن فيه أثار من التراث الفرعوني والبطلمي لم ينل الاهتمام المطلوب أو الرعاية بعد.
ويقع مركز كفرالشيخ جنوب المحافظة يحدة من الشمال مركز الرياض وسيدى سالم ومن الجنوب محافظة الغربية ومن الشرق مركز بيلا والحامول ومن الغرب مركز دسوق وقلين.

## تاريخ كفر الشيخ
كان اسمها الفرعوني «دميلقون» ثم أصبحت كفر الشيخ طلحة، نسبة إلى شخصية تسمى طلحة أبي سعيد بن مدين التلمساني، المدفون في ضريح بمدينة كفر الشيخ. وكانت تتبع محافظة الغربية التي كانت عاصمتها مدينة المحلة الكبرى ثم انفصلت عنها كمحافظة مستقلة بذاتها وعندما تولى الملك فؤاد حكم مصر قام بتغيير اسمها إلى الفؤادية نسبة اليه واستولى على جمبع أراضي الامام طلحة واعادت ثورة يوليو 1952 للمحافظة اسمها القديم مختصرا بمحافظة كفر الشيخ فقط بدون طلحة.

## قرى مركز كفر الشيخ
مدينة كفرالشيخ عاصمة المركز والمحافظة. ويضم المركز 11 قرى رئيسية. 37 قرية تابعة و246 عزبة.
القرى الرئيسية وتوابعها:
- محلة موسى: (رزقة اماى - الروضة - النطاف - روينة - الحميدية - العزبه البيضاء)
- متبول: ( كفر متبول - الطايفة - كفر الطايفة - عزبة أبو عمر - عزبة خميس )
- أسحاقة: (قراجة - بطيطة - كفر عسكر - الشمارقة).
- أريمون: (حليس - كفرالمنشى البحرى).
- محلة القصب: (الحدود - الطرابية - صندلا - البخانيس - الحمراء - عزبة الجندى بلشاشة - الكفر الجديد - مصطفى كامل).
- دقلت: (دقلت - منشاة الصفا-ادريجة).
- مسير: (منية مسير -السيوفى-عزبة البنا -عزبة عطيه -عزبة اسكندر الأكبر -اسكندر الأصغر - عزبة بهجت - عزبة الصنفاوي - عزبة نوفل - عزبة المصلحة - عزبة العبد - عزبة عبد الله السيد).
- الحمراوي: (أبوطبل - القرضا - دفريه - كفر دفرية- عزبه الشوادفى - شنو - المنشيه - المشيه الكبرى).
- الخادمية: ( نصرة - الخضيري - المرابعين - كفر المرابعين - عزبة فلتس ).
- دقميرة: (السرايا - الاتحاد - البجارة - المهندس - العمدة - الاستاذ - زهران - العونه - محمد سلام - خميس - الشيشيني - حسبو - الزهيري - علي معوض - الرواينة - أبو متولي.......)
- سيدي غازي: (الحلافـى ـ المنشة الشرقية والغربية ـ الأعظم ـ الشوكة ـ جرين ـ أبو منيسى ـ الرملة ـ أبو كلبوش - قريه 9 الغابات).

## وصلات خارجية
- الموقع الرسمى للمحافظة